# Сиговый (приток Нижней Охты)
Сиговый — ручей в России, протекает по территории Кривопорожского сельского поселения Кемского района и Сосновецкого сельского поселения Беломорского района Республики Карелии. Длина ручья — 11 км.
Ручей берёт начало из ламбины без названия на высоте 111,1 м над уровнем моря.
Течёт преимущественно в юго-восточном направлении по заболоченной местности, протекает через озёра Сенная Ламбина и Сигозеро.
Ручей в общей сложности имеет три малых притока суммарной длиной 2,5 км.
Втекает с левого берега в реку Среднюю Охту, впадающую в реку Кемь.
Населённые пункты на ручье отсутствуют.
Код объекта в государственном водном реестре — 02020001012102000004795.